# Brothers & Sisters (serie de televisión)
Brothers & Sisters (Cinco Hermanos en España y Hermanos: La familia es todo. en Argentina) es una serie de televisión estadounidense de la cadena ABC, que trata sobre la familia Walker a partir de la muerte del patriarca, William Walker. La serie fue estrenada el 24 de septiembre de 2006 en Estados Unidos, en España se estrenó en el canal de pago Fox en marzo de 2007 y en abierto en el canal Cuatro desde junio de 2007.
El 13 de mayo de 2011 se anuncia la cancelación de la serie, tras cinco temporadas en antena y 110 episodios producidos.
Aún habiéndose anunciado posteriormente a la grabación del último episodio, el final consigue cerrar las tramas pendientes y dar un sentido global a la historia. La serie comenzó su transmisión por televisión abierta en Argentina el 16 de marzo de 2015 por Telefe.

## Argumento
La muerte de William Walker traerá consigo una serie de sucesos perjudiciales para la familia Walker. El patriarca de la familia no sólo robaba dinero de la empresa familiar sino que escondía un hijo secreto y otras relaciones sentimentales. Después de la muerte de William todo esto sale a la luz y la familia Walker se verá seriamente afectada.

## Final
El último episodio de la quinta temporada no estaba pensado para ser el final de la serie, que corría el peligro de ser cancelada. Aunque se estaban realizando negociaciones para hacer una corta sexta y última temporada, los productores decidieron cerrar la quinta etapa con un episodio que atara todas las tramas pendientes y sirviera como despedida de la familia por si las negociaciones no prosperaran, como así fue.
El final está marcado por el destierro de la sombra de William Walker sobre la familia. Nora vuelve a entrar en contacto con su otro gran amor de juventud. Sarah recupera la estabilidad en su vida con un segundo matrimonio y consigue un padre para sus hijos que sí puede estar con ella en los momentos importantes con ellos. Kevin consigue la familia que ansiaba cuando se convierte en padre junto con su marido al adoptar a una niña, Kitty vuelve a construir una familia, después de la muerte de Robert, Justin aprende a convivir con alguien que se preocupe por él, Tommy consigue mantenerse en contacto con su familia y el tío Saúl recupera el tiempo perdido al declararse abiertamente gay y comprometerse con su pareja.
Holly y Rebecca tuvieron sus despedidas a lo largo de la anterior temporada y el principio de esta temporada. Ambas consiguen superar el estigma de ser parte de la familia secreta de William Walker y consiguen hacer las paces con el resto, aunque finalmente se muden a otra ciudad en la que vivir su propia vida.

## Personajes principales
- William Walker (Tom Skerritt): es el patriarca de los Walker que murió en el primer episodio de un infarto, descubriéndose así muchos secretos. Amaba tanto a su mujer Nora como a su amante Holly.
- Leonora "Nora" Walker (Sally Field): es la matriarca de la familia. Sus ideales políticos demócratas hacen que choquen con los de su hija Kitty, republicanos. Mujer luchadora, irónica y sarcástica que da una pincelada de humor.

- Sarah Walker (Rachel Griffiths): es la primera hija de Nora y William. Está casada con Joe Whedon (se divorcian en la 2.ª temporada), con el que tiene dos hijos: Paige, que sufre diabetes, y Cooper. Al morir su padre heredará la presidencia de la empresa. Será la primera en descubrir todos los secretos de su padre, algo que no terminará de aceptar.

- Katherine "Kitty" Walker (Calista Flockhart): es la segunda hija de Nora y William. Se mudó a Los Ángeles para trabajar en un programa de contenido político (Azul, blanco y rojo). Tras un discurso el senador McCallister decide contratarla como directora de comunicaciones del Partido Republicano. Aquí comenzará una relación sentimental con el senador que acabará en boda.

- Thomas "Tommy" Walker (Balthazar Getty): el tercer hijo de Nora y William. Trabaja en la empresa familiar de la que es vicepresidente, aunque querría haber sido presidente, por eso siente un poco de rabia por su hermana Sarah. Está casado con Julia, con la que desea tener un bebé, sueño que se verá roto por culpa de su esterilidad. Al final tendrán gemelos (William y Elisabeth) pero el niño William muere al poco tiempo de nacer.

- Kevin Walker (Matthew Rhys): es el cuarto de los hijos. En el ámbito profesional le va muy bien, es el abogado de la familia y de Comidas Ojai, empresa familiar de los Walker, pero en el ámbito sentimental no encuentra al hombre que le llene el corazón hasta que conoce a Scotty. En el último capítulo de la 2.ª temporada se casan.

- Justin Walker (Dave Annable): es el quinto hijo de Nora y William. Tras volver de la guerra de Afganistán se introdujo en el mundo de las drogas, del que poco a poco irá saliendo gracias a la ayuda familiar. No obstante le llega una carta del gobierno diciendo que tiene que volver a las tropas en Irak, todos intentarán evitar que vaya a esa guerra pero sin conseguir resultados. Vuelve en la 2.ª temporada con una herida en la pierna, que le obligará a tomar drogas, y volverá a su adicción, de la que logrará salir gracias a su familia y sobre todo gracias a Rebecca. Al final de 2.ª temporada ella y Justin se besan y empiezan una relación.

- Rebecca Harper (Emily VanCamp): (es la supuesta menor de todos los hermanos) es la hija secreta de William con Holly Harper (amante de William). Cuando regresa de Chicago se encuentra con la noticia de que pertenece a la familia de los Walker. Ninguno de sus hermanos confía en ella, tan solo Justin le abrirá sus brazos. Nora también hace lo posible por aceptarla, al final se descubre que su padre es David, el otro novio de su madre, y así pues no está ligada a la familia Walker. Aun así la consideran una más de la familia, se enamora de Justin y empieza una relación con él.

- Ryan Lafferty (Luke Grimes): es el último hijo de William Walker, que nunca fue presentado a la familia, y su identidad se mantuvo oculta hasta la cuarta temporada en la que decide llamar a Nora, porque estaba muy confundido. Luego se iría a vivir un tiempo en la casa de los Walker y empezaría a conocerlos. Sin embargo, esa no es su verdadera intención. Ryan intentará averiguar la verdadera razón de la muerte de su madre.

- Holly Harper (Patricia Wettig): fue la amante de William Walker durante 20 años. Tras morir William la deja como heredera de una parte de la empresa. Tendrá que trabajar con la familia Walker (que la odian por ser la amante), relacionarse con la mujer de su amante, Nora, y vivir con su hija rebelde, Rebecca. En la 3.ª temporada empiezan a surgir problemas con Tommy, y Holly se reconcilia con David, el padre de Rebecca.

- Saul Holden (Ron Rifkin): el hermano mayor de Nora, trabaja para el negocio de la familia Walker. Está platónicamente enamorado de Holly Harper, la amante de William, pero teme como se lo vaya a tomar Nora. Adora a sus sobrinos y está con ellos en todo momento, en el final de la 1.ª temporada se da a entender su ambigüedad sexual, y, finalmente en la 2.ª temporada le termina confesando a Kevin que es gay; en la 3.ª temporada consigue un novio.

- Julia Walker (Sarah Jane Morris): la mujer de Tommy sueña con tener hijos, pero su marido es estéril por lo que recurren a los hermanos de este para que se parezcan a los Walker. Finalmente se queda embarazada de gemelos: William y Elisabeth (el niño muere al poco de nacer). Se va de casa con Elisabeth, culpando de la muerte de su hijo a su marido, tras infidelidades por parte de ambos, se terminan reconciliando.

- Robert McCallister (Rob Lowe): el senador McCallister quiere ser presidente de los EE. UU. por lo que contrata a Kitty. Está divorciado y con dos hijos, la mayor de sus hijos no acepta a Kitty como novia de su padre. Él y Kitty se casan y adoptan un hijo, Evan. En el final de temporada muere en un accidente.

- Joe Whedon (John Pyper-Ferguson): es el exmarido de Sarah y padre de Paige y Cooper. Tiene un hijo de su otra exmujer, Gabriel Whedon. Es profesor de guitarra, en la 2.ª temporada se divorcia de Sarah ya que le fue infiel con su primera mujer, consigue la custodia de Paige y Cooper, aunque al final, la custodia es compartida.

- Scotty Wandell (Luke MacFarlane): esposo de Kevin, que al principio no le trató demasiado bien, pero finalmente termina volviendo con él. Trabajó como camarero de cáterin y recepcionista, pero actualmente es cocinero en un exclusivo restaurante de Los Ángeles.

- Luc Laurent (Gilles Marini): es el segundo marido de Sarah. De origen francés. Pintor y modelo de ropa interior.

- Annie (Odette Yustman): es la nueva novia de Justin. Trabaja en un hospital como enfermera y allí es donde conoció a Justin, desde entonces salen juntos.

### Otros personajes
- Chad Barry (Jason Lewis): es una de las parejas de Kevin. Un famoso actor que no quiere salir del armario por su popularidad de galán heterosexual; pero al final lo hace, dejando a Kevin. Vuelve para un solo capítulo en la 3.ª temporada, en una reunión con Kevin y Scotty.

- Mark August (Peter Coyote): profesor de Nora en la escuela de literatura. Tiene una pequeña relación con Nora.

- Jason McCallister (Eric Winter): hermano homosexual del senador McCallister. Kitty intenta emparejarlo con su hermano Kevin pero al final acaban rompiendo porque se va a Malasia de misionero.

- Paige Whedon (Kelli Lilla Dorsey): hija de Sarah y Joe. A lo largo de la primera temporada se dan cuenta de que sufre diabetes.

- Cooper Whedon (Maxwell Perry Cotton): hijo pequeño de Sarah y Joe. Un niño juguetón y travieso.

- Gabriel Whedon (Tyler Posey): es el hijo de Joe de su anterior matrimonio. No termina de encajar en su nueva familia.

- Emily Craft (Margot Kidder): es la amiga de Nora. Bastante hippie a su edad.

- Warren Salter (Josh Hopkins): compañero de trabajo de Kitty, en Azul, blanco y rojo. Defensor de los ideales demócratas frente a Kitty, de la que termina completamente enamorado, pero al final la "relación" no va para adelante.

- Tyler Altamirano (Marika Dominczyk): Exjefa de Justin y también exnovia. Luego de muchos esfuerzos por su parte, decide dejarlo, para que él se recupere de sus adicciones, sin embargo reaparaece en los capítulos finales de la 5.ª temporada de la serie.

- Amber Trachtenberg (Keri Lynn Pratt): trabajaba con Kitty y Warren, con el que tenía relaciones sexuales.

- Olivia Walker Wandel (Isabella Rae Thomas): hija adoptiva de Kevin y Scotty. Aparece en la 5.ª temporada de la serie y será la que vendrá a agitar la tranquila vida de esta pareja. En un primer momento se descubre su problema con la lectura que se soluciona rápidamente, mediante la ayuda de un tutor de estudios.

## Episodios
| Temporada | Temporada | Episodios | Episodios | Emisión original         | Emisión original   |
| Temporada | Temporada | Episodios | Episodios | Primera emisión          | Última emisión     |
| --------- | --------- | --------- | --------- | ------------------------ | ------------------ |
|           | 1         | 23        | 23        | 24 de septiembre de 2006 | 20 de mayo de 2007 |
|           | 2         | 16        | 16        | 30 de septiembre de 2007 | 11 de mayo de 2008 |
|           | 3         | 24        | 24        | 28 de septiembre de 2008 | 10 de mayo de 2009 |
|           | 4         | 24        | 24        | 27 de septiembre de 2009 | 16 de mayo de 2010 |
|           | 5         | 22        | 22        | 26 de septiembre de 2010 | 15 de mayo de 2011 |

## Versiones

### México
TvAzteca en coproducción con Disney Media Networks es la encargada de la producción de la versión mexicana de la serie que fue grabada en la Ciudad de México en 2013, en formato de telenovela bajo el nombre de Secretos de familia protagonizada por Anette Michel y Sergio Basañez.

### Colombia
Vista Productions junto con Buena Vista Internacional Televisión y RCN Televisión prepararon la versión colombiana de Brothers & Sisters, la cual fue grabada en Bogotá, Colombia. Emitida desde el 12 de septiembre de 2017 a las 10:00 p. m., bajo el nombre de Hermanos y hermanas. Protagonizada por Verónica Orozco, Patrick Delmas, Helena Mallarino, Natasha Klauss, Andrés Toro, Katherine Vélez, Rodrigo Candamil, Alberto Pujol, Juan Fernando Sánchez, Luis Fernando Montoya.

## Premios
Australian Film Institute
2007
Nominada - Mejor actriz de reparto internacional (Rachel Griffiths)
Casting Society of America
2007
Nominada - Mejor Casting dramáticas episódicas (Gillian O'Neill & Jeanie Bacharach)
BANFF World Television Award Banff Premio Mundial de la Televisión
2007
Nominada - Continuando la serie (Los errores han pasado a formar parte 2)
Premios Emmy
2007
Ganado - Pendiente de plomo Actriz en una Serie de Drama (Sally Field)
Nominada - Pendiente Casting para una Serie de Drama (Jeanie Bacharach & Gillian O'Neill (directores de casting)
Nominada - Pendiente actriz de reparto en una serie dramática (Rachel Griffiths)
2008
TBA - Pendiente de plomo Actriz en una Serie de Drama (Sally Field)
TBA - Pendiente actriz de reparto en una serie dramática (Rachel Griffiths)
GLAAD Media Awards
2007
Ganado - pendientes de series de ficción
Golden Globe
2008
Nominada - Mejor Desempeño de una Actriz en una Serie de Televisión Drama (Sally Field)
Nominada - Mejor Desempeño de una Actriz en un papel de apoyo en una Serie, Miniserie o Motion Picture realizadas para televisión (Rachel Griffiths)
People's Choice Awards
2007
Nominada - Favorito nuevo drama de TV
SAG award
2008
Nominada - Mejor Actriz en una Serie de Drama (Sally Field)
Satellite Awards
2007
Nominada - Mejor Actriz en una Serie, Drama (Sally Field)
Nominada - Mejor Actriz en un papel de apoyo en una Serie, Miniserie o Motion Picture realizadas para televisión (Rachel Griffiths)
Nominada - La mejor serie de televisión, teatro
Young Artist Awards
2007
Nominada - Mejor Serie de Televisión Familiar (Drama)